# 賴利岩
賴利岩（英語：Reilly Rocks）是南極洲的岩石，位於瑪麗伯德地，處於德特靈峰西北面9公里，屬於科勒嶺的一部分，該岩石現時由南極條約體系管理。